# Capitalis quadrata

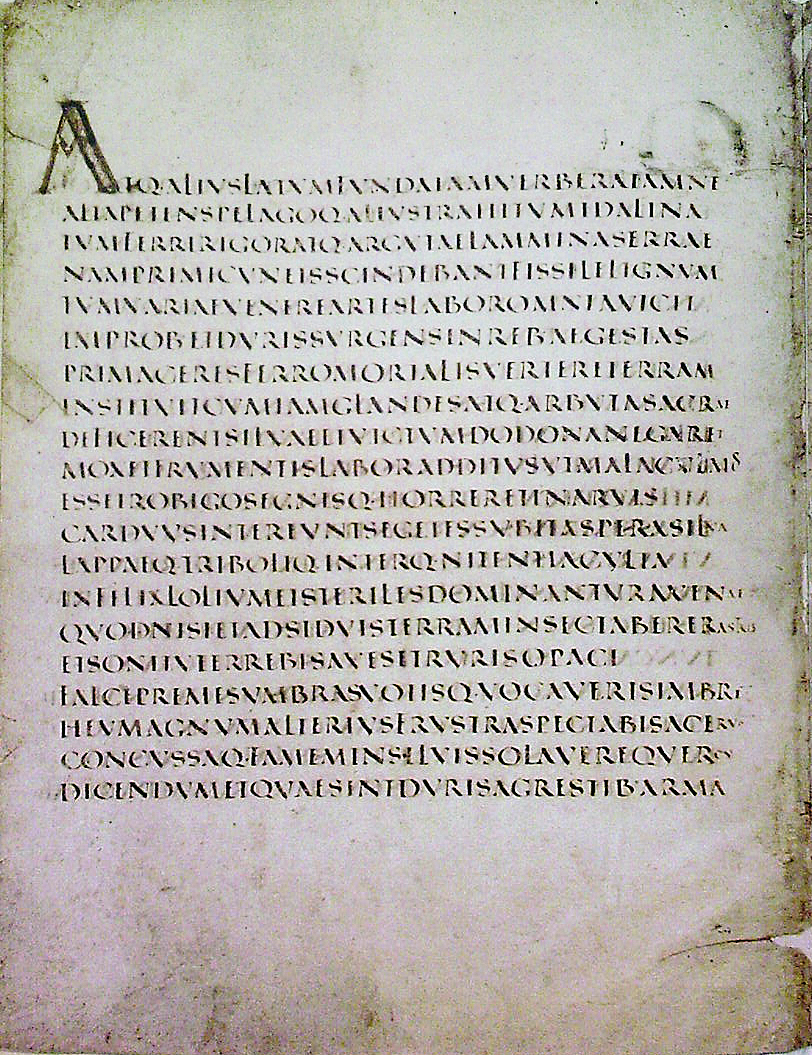
Bladzijde uit de Vergilius Augusteus geschreven in capitalis quadrata.

De capitalis quadrata ook quadrata of capitalis elegans is een Romeins schrift uit de antieke tijd. Het schrift is gebaseerd op het Capitalis Monumentalis schrift, dat door de steenkappers werd gebruikt.
Het schrift bestond uitsluitend uit hoofdletters. De letters zijn gevormd met scherpe, rechte lijnen en soepele curven. De breedte van de schuinbalken is variabel, in functie van de stand van de vierkante pen bij het schrijven, ook de ronde letters of de buiken van letters verlopen in breedte. Er worden schreven gebruikt om het einde van de schachten of strepen van de letters te markeren. De basisvorm van de letters is het vierkant, de letters A, O, Q en V kunnen perfect ingeschreven worden in een vierkant, de andere zijn er verhoudingsgewijs van afgeleid. In dit schrift worden alle woorden aan elkaar geschreven (soms gescheiden door een punt op halve lijnhoogte).
De letters zijn zeer gelijkaardig aan de moderne drukletters, alleen de letter A wordt dikwijls zonder middenstreep gebruikt. Het schrift kent geen ligaturen en zeer weinig abbreviaturen behalve die voor de nomina sacra (DS voor deus, en DMS of DNS voor dominus enz.) en de notae communes (B· voor -BUS en Q· voor QUE)
Het schrift kreeg zijn klassieke vorm tussen de tweede helft van de eerste eeuw n.Chr. en de derde eeuw. Het bleef in gebruik tot de 6e eeuw n.Chr. Het schrift is vooral bekend van het gebruik de Vergilius codices geschreven omstreeks het jaar 500.
In de middeleeuwen bleef het gebruik van dit type schrift beperkt tot titels en rubrieken in de handschriften. Door de vierkante vorm van de letters nam het veel plaats en de hoekige vormen waren moeilijk om schrijven. In de 8e en 9e eeuw gaat men het schrift tijdens de Karolingische renaissance hier en daar terug gebruiken en men noemt het de “littera Vergiliae”.
In de zestiende eeuw wordt het script gebruikt door de humanisten als ze hun eigen schrift willen gaan ontwikkelen, om zich te distantiëren van de - volgens hen - duistere middeleeuwen. Voor de minuskels baseren ze zich op de Karolingische minuskel waarvan ze dachten dat het een origineel antiek schrift was en voor de hoofdletters gebruiken ze de Capitalis Quadrata.

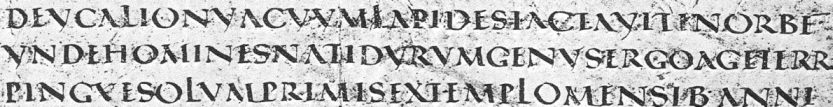
Voorbeeld van Capitalis Quadrata (Afb. uit Steffens, Lateinische Paläographie, Berlijn 1910)